# Команда Моники (франшиза)
Команда Моники (порт. Turma da Monica) — серия бразильских комиксов, созданная мультипликатором и предпринимателем Маурисио де Соуза . Он возник в 1959 году из газетных лент, в которых главными героями были Биду и Франджинья . С 1960-х годов сериал начал обретать свою нынешнюю идентичность с созданием Моники и Джимми Пять между 1960 и 1963 годами, которые стали главными героями.
Хотя большинство историй вращается вокруг приключений Моники, Джимми Пять и их друзей из района Лимоейро, термин в названии также относится к другим семействам персонажей, созданных Маурисио де Соуза из других сериалов, таких как Банда-Чак Билли, Банда-Тина, Банда-Лес, Банда-Пенадиньо и другие. С 1970 года в форме комиксов персонажи публиковались такими издательствами, как Abril (1970—1986), Globo (1987—2006) и Panini Comics (с 2007 года по настоящее время), всего почти 2000 журналов. уже опубликовано для каждого персонажа. Кроме того, за этим следует специальная публикация полосок в карманном формате Панини и L&PM.
В 2008 году был создан спин-офф, основанный на стиле японских комиксов Банда Моника молодой, с персонажами-подростками. В 2015 году линия претерпела изменения, Панини перезапустил нумерацию журналов и начал указывать авторов в некоторых статьях (что происходило только в специальных публикациях), кроме того, в каждом выпуске появился код QRcess. эксклюзивный контент на виртуальных платформах.
В 2019 году печать Mangá MSP была запущена с выпуском Turma da Mônica — Generation 12, в котором появилась версия персонажей для подростков со сценариями Петры Леау и рисунками Роберты Парес. В октябре журнал Mônica выпустил 600 выпусков, считая это выпусками Abril, Globo и Panini.
Команда Моники выпускает комиксы и другие продукты, лицензированные в 40 странах на 14 языках, и с годами бренд был расширен на другие носители, включая такие продукты, как книги, игрушки, пластинки, компакт-диски, электронные игры

## Комиксы
OBS: Обложки большинства журналов 2007 года иллюстрировал Маурисио де Соуза в качестве иллюстратора и соавтора. 
- - Mônica/Моника **

Ред. Abril (1970-1986): 1-200 **
Ред. Globo (1987-2006): 1-246 **
Ред. Panini (2007-): 1-настоящее 
время 
- - Cebolinha/Джимми Пять **

Ред. Abril (1973-1986): 1-168 **
Ред. Globo (1987-2006): 1-246 **
Ред. Panini (2007-): 1-настоящее 
время 
- Cascão/Смудж ** 
  - Ред. Abril (1982-1986): 1-114
  - Ред. Globo (1987-2006): 1-467
  - Ред. Panini (2007-): 1-настоящее время
- Chico Bento/Чак Билли ** 
  - Ред. Abril (1982-1986): 1-114
  - Ред. Globo (1987-2006): 1-467
  - Ред. Panini (2007-): 1-настоящее время
- Magali/Мэгги ** 
  - Ред. Globo (1989-2006): 1-403
  - Ред. Panini (2007-): 1-настоящее время

## Фильмы
- As Aventuras da Turma da Mônica (Приключения Банда Моники) (1982)
- A Princesa e o Robô (Принцесса и робот) (1983)
- As Novas Aventuras da Turma da Mônica (Новые приключения банды Моники) (1986)
- Mônica e a Sereia do Rio (Моника и Русалка реки) (1986)
- Turma da Mônica em: O Bicho-Papão (Банда Моники в: Бугимен) (1987)
- Turma da Mônica e a Estrelinha Mágica (Моника и Маленькая волшебная звезда) (1988)
- Chico Bento, Oia a Onça! (Чак Билли в: Следите за Ягуаром!) (1990)
- Cine Gibi (комическое кино) (2004)
- Cine Gibi 2 (2005)
- Uma Aventura no Tempo (Приключение на один раз) (2007)
- Cine Gibi 3 (2008)
- Cine Gibi 4 (2009)
- Cine Gibi 5 (2010)
- Cine Gibi 6 (2013)
- Cine Gibi 7 (2014)
- Cine Gibi 8 (2015)
- Cine Gibi 9 (2016)
- Turma da Mônica: Laços (Банда Моники: Узы дружбы) (2019)
- Turma da Mônica: Lições (Моника и друзья: Уроки) (2021)

## Мультфильм
«Банда Моники/Банда Моника» (порт. Turma da Monica) — бразильский мультсериал вдохновлен комиксами, компании Estudios Mauricio de Sousa, созданный специально для канала Cartoon Network. На данный момент создано 11 сезонов. Первая серия вышла 24 декабря 1976 года.